# Baroque firmaet
Baroque firmaet et et firma i mangaen One Piece af Eiichiro Oda.
Firmaet består at dusørjægere. Ingen ved noget om deres kollegaer, og kender dem kun ved deres dækenavne og ingen ved hvem chefen er.
Firmaet er lavet af Mr. Zero som i virkeligheden er Sir Crocodile.
Enhver som svigter firmaet eller ved hvem chefen er bliver dræbt